# モンテリ
モンテリ(Monthelie)は、フランス東部ブルゴーニュ＝フランシュ＝コンテ地域圏コート＝ドール県南部にあるコミューン。村名AOCのブルゴーニュワイン・モンテリAOCを生産している。

## 歴史
1078年にブルゴーニュ公ユーグ1世が行った寄進により、10世紀から15世紀まで、モンテリのブドウ畑はクリュニー修道院に依存していた。

## 人口統計
| 1962年 | 1968年 | 1975年 | 1982年 | 1990年 | 1999年 | 2006年 | 2009年 |
| ------ | ------ | ------ | ------ | ------ | ------ | ------ | ------ |
| 218    | 220    | 199    | 198    | 193    | 200    | 176    | 169    |

参照元:Insee,,